# عبد الله الطوخي
عبد الله الطوخي (18 أغسطس 1926 - 26 فبراير 2001) كاتب وأديب مصري، حصل على جائزة الدولة التقديرية في القصة، كما حصل على جائزة أفضل كتاب في معرض القاهرة الدولي للكتاب. بدأ حياته الأدبية محررا بمجلتي روز اليوسف وصباح الخير. من أشهر أعماله القصصية رباعية النهر وعينان على الطريق وقصة عصر، كما قدّم للمسرح طيور الحب بالإضافة إلى الأعمال السينمائية والتليفزيونية.
تزوّج من الكاتبة فتحية العسال رئيسة جمعية الكاتبات المصريات وهو والد الممثلة صفاء الطوخي.

## النشأة
ولد الطوخي في أغسطس سنة 1926 في إحدى قرى المنصورة. ورث عن أسرته أرضا زراعية، وقد حقق له إيراد هذه الأرض منذ البداية قدرا معقولا من الاستقرارالاقتصادي, جاء إلى القاهرة في أواخر الأربعينيات من القرن الماضي ليُكمل تعليمه في كلية الحقوق التي تخرج فيها سنة 1951 وفي أوائل سنوات الثورة انضم عبد الله الطوخي إلى أحد التنظيمات الشيوعية السرية المتعددة التي كانت منتشرة في مصر في تلك الفترة ودخل السجن في إحدى حملات الاعتقال التي كان يتعرض لها الشيوعيون، وبالتحديد في حملة اعتقالات سنة 1954 والتي كان من ضحاياها عدد كبير من ألمع المثقفين في مصر، وقد سجّل عبد الله الطوخي هذه التجربة القاسية بكل تفاصيلها المثيرة في الجزء الأول من مذاكرته ذات الأجزاء الخمسة، وهو الجزء الذي يحمل عنوان سنين الحب والسجن وكان من أقسى ما جاء في هذه المذكرات ذلك الوصف الإنساني الذي كتبه الطوخي ـ وهو السجين الشيوعي ـ لمشهد عبد القادر عودة وغيره من قادة الإخوان المسلمين المحكوم عليهم بالإعدام يوم تنفيذ الحكم وخروجهم من السجن إلى حبل المشنقة، فلم يكن الطوخي وهو المعادي للإخوان في كل شيء يعبر عن أي شماتة، بل كان يقدم صورة مؤثرة جدا لذلك المشهد التاريخي الإنساني الحزين.

## وصلات خارجية
- عبد الله الطوخي على موقع قاعدة بيانات الأفلام العربية